# 1062 Ljuba
Ljuba (asteroide 1062) é um asteroide da cintura principal com um diâmetro de 55,1 quilómetros, a 2,8209118 UA. Possui uma excentricidade de 0,0633349 e um período orbital de 1 909 dias (5,23 anos).
Ljuba tem uma velocidade orbital média de 17,16287959 km/s e uma inclinação de 5,59761º.
Esse asteroide foi descoberto em 11 de Outubro de 1925 por Sergei Belyavsky.